# Simpson Safari
"Simpson Safari" är avsnitt 17 från säsong 12 av Simpsons. Avsnittet sändes på Fox Broadcasting Company i den 1 april 2001. I avsnittet vinner familjen Simpson en resa till Afrika efter de fått brist på mat och ätit 30 år gamla djurkex. Avsnittet skrevs av John Swartzwelder efter en idé av Larry Doyle. Avsnittet regisserades av Mark Kirkland eftersom han varit i Afrika. I avsnittet gästskådespelar Frank Welker som djurröster. I avsnittet sågs av 7,7 miljoner hushåll och nominerades till en Emmy Award för "Outstanding Music Composition for a Series" under 2001.

## Handling
Medan Marge är med Maggie på sjukhuset sedan Maggie svalt en upplaga av tidningen Time, är Homer, Bart och Lisa i mataffären. När har handlat klart mobbar Homer påspojkarna i affären, vilket leder till att påspojkarna i Springfield går ut i strejk. Det visar sig att ingen i Springfield länge kan handla då man inte kan packa varor, och de slutar köpa mat. När familjen Simpson sedan får slut på mat hittar Santa's Little Helper en låda med djurkex som är mer än 30 år gamla. Homer börjar äta upp kexen, varav en är en giraff av guld och när familjen läser på förpackningen inser de att de har vunnit en resa till Afrika. Skaparna av kexen vägrar till en början ge dem priset, men när Homer skadas av kartongen till kexpaketet ger de familjen resan för att undvika en rättegång. Familjen landar i Tanzania. När familjen är i Afrika besöker de ett naturreservat där djuren inte lever som de brukar och träffar sedan en grupp massajer. När de är hos stammen lyckas Homer göra en flodhäst arg och den börjar jaga familjen efter att Homer använt flodhästens bak som trumma. Familjen kommer til en flod och börjar åka flotte. Efter att ha överlevt Viktoriafallen träffar familjen på Dr Joan Bushwell (en parodi på den engelska primatologen Jane Goodall) som arbetar med schimpanser. Hon hävdar att hon forskar på djuren beteende, när en grupp av vad familjen tror är tjuvskyttar kommer för att ta schimpanserna. Familjen Simpson försöker stoppa tjuvskyttarna, men då de får reda på att de är medlemmar i Greenpeace avslöjas det att Dr Bushwell faktiskt använder schimpanserna som slavar för att arbeta i en diamantgruva. För att få familjen och Greepeacemedlemmarna att låta henne fortsätta med verksamheten mutar hon dem med dimanter och alla tar emot dem utom Lisa. Familjen lämnar sedan Afrika, och på planet visar det sig att deras tidigare guide, Kitenge, nu är landets president och den förre presidenten är nu flygvärdinna på planet som familjen är med på.

## Produktion
Början av avsnittet var inspirerad av när Albertsons butik i Los Angeles anställda gick i strejk där avsnittet skrevs. Idén att familjen besöker Afrika är en idé av författare Larry Doyle. John Swartzwelder skrev manuset. Mark Kirkland, som hade besökt Afrika innan avsnittet gjordes blev regissör för avsnittet. När han först läste manuset, fann han att avsnittet var "överallt" geografiskt i Afrika. Ändå försökte Kirkland göra så att avsnittet ser så realistiskt ut som möjligt genom hans erfarenheter från Kenya, där han varit. Styrstången på Kitenges Land Rover, till exempel, är placerad på höger sida av bilen. Och delen när familjen besöker Massajfolket, en nilotisk folkgrupp av semi-nomadiska folk, som finns i Kenya och norra Tanzania. Deras dans i avsnittet är en kopia av deras verkliga dans, men de dricker koblod, använder läppförlängare eller halsringar som visas i avsnittet, utan det är enbart för att det är "kul". Två gånger talar man afrianska språk. När familjen åker flotte på en flod i avsnittet ses de av två afrikaner. Då talar de ett utländskt språk och låten som Kitenge sjunger när han kör igenom landet med Simpsons. För att få sången att låta korrekt lärde sig Hank Azaria, som gör rösten till Kitenge, fick lära sig sjunga sången fonetiskt av en professor i swahili från University of California. Samtliga röster från djuren förutom Santa's Little Helper gjordes av Frank Welker.

## Mottagande
Avsnittet fick en Nielsen rating på 7.5 rating, vilket gav 7,7 miljoner hushåll och hamnade på plats 42 över mest sedda program under veckan. Avsnittet nominerades till en Emmy Awardi kategorin "Outstanding Music Composition for a Series (Dramatic Underscore)". Avsnittet har förutom på DVD-boxen för säsongen också släppts på Simpsons Around The World In 80 D'ohs där det ingår animationssekvenser från avsnittet. Mike Reiss har sagt att detta är ett av två avsnitt i serien som han inte gillar. Colin Jacobson på DVD Movie Guide anser att avsnittet är uselt, även om han medger att han hittade ett par scener som var roliga. Han avslutade med att beskriva avsnittet som "en besvikelse".  På Bullz-Eye.com anser Will Harris att avsnittet var löjligt påminner gamla fans om att seriens bästa dagar är över. Mac McEntire på DVD Verdict gillade avsnittet och uppskattade att avsnittet inte var så realistiskt utan tokigt, och anser att det är säsongens bästa avsnitt. Jason Bailey från DVD Talk anser att avsnittet har en av de bästa berättelserna, då den är en vandrade handling och avsnittet är genialt och lustigt.